# Copa Uruguay
La Copa Uruguay (spagnolo per Coppa dell'Uruguay) è una competizione calcistica organizzata dalla Federazione calcistica dell'Uruguay (UAF) per la prima volta nel 2022.

## Formato
La Copa Uruguay si articola in due fasi: una fase eliminatoria e una fase nazionale.
Nella fase preliminare, le squadre dei campionati minori e amatoriali competono per 20 posti alla fase nazionale. Nella prima fase della fase nazionale partecipano 24 squadre della Primera División Amateur e della Segunda División, per un totale di 48 squadre divise in 24 gare, con la vincitrice che si qualifica al secondo turno. I 24 vincitori del secondo turno avanzano per giocare uno contro l'altro per definire 12 vincitori nella terza fase.
32 squadre giocano nella terza fase: 12 vincitrici della fase precedente, 16 squadre professionistiche della Primera División, la migliore squadra retrocessa della Primera División nella stagione precedente, il campione in carica della Primera División Amateur e il campione in carica e secondo classificato della Copa Nacional de Clubes. Da questo momento in poi, le vincitrici si affrontano in fasi a eliminazione diretta, con la finale che si gioca in gara secca.

## Albo d'oro
| Anno | Vincitore         | Risultato     | Finalista              |
| ---- | ----------------- | ------------- | ---------------------- |
| 2022 | Defensor Sporting | 1-0           | La Luz                 |
| 2023 | Defensor Sporting | 2-2 (4-2 dtr) | Montevideo City Torque |
| 2024 | Defensor Sporting | 2-2 (3-1 dtr) | Nacional               |

## Vittorie e piazzamenti per squadra
| Squadra                | Vittorie | Secondi posti | Anni vittorie    | Anni secondi posti |
| ---------------------- | -------- | ------------- | ---------------- | ------------------ |
| Defensor Sporting      | 3        | 0             | 2022, 2023, 2024 | —                  |
| La Luz                 | 0        | 1             | —                | 2022               |
| Montevideo City Torque | 0        | 1             | —                | 2023               |
| Nacional               | 0        | 1             | —                | 2024               |